# Tuffalun
Tuffalun – gmina we Francji, w regionie Kraj Loary, w departamencie Maine i Loara. W 2013 roku liczba ludności wynosiła 1778 mieszkańców.
Gmina została utworzona 1 stycznia 2016 roku z połączenia trzech wcześniejszych gmin: Ambillou-Château, Louerre orz Noyant-la-Plaine. Siedzibą gminy została miejscowość Ambillou-Château.